# Altos de Güera
Altos de Güera es un corregimiento ubicado en el distrito de Tonosí en la provincia panameña de Los Santos. En el año 2010 tenía una población de 632 habitantes y una densidad poblacional de 4,5 personas por km².

## Toponimia y gentilicio
Toma su nombre del topónimo indígena Güera, uno de los cacicazgos precolombinos de la península de Azuero.

## Geografía física
De acuerdo con los datos del INEC el corregimiento posee un área de 141,8 km².

## Demografía
De acuerdo con el censo del año 2010, el corregimiento tenía una población de unos 632 habitantes. La densidad poblacional era de 4,5 habitantes por km². 